# Maurice (phim)
Maurice là một bộ phim tình cảm lãng mạn của Anh năm 1987 dựa trên tiểu thuyết Maurice của E. M. Forster. Đó là một câu chuyện về tình yêu đồng tính ở Anh đầu thế kỷ 20. Câu chuyện kể về nhân vật chính Maurice Hall qua trường đại học, một mối quan hệ đầy biến động, đấu tranh để hòa nhập với xã hội và cuối cùng được hợp nhất với người bạn đời của mình.
Bộ phim được sản xuất bởi Ismail Merchant thông qua Merchant Ivory Productions và Film Four International, và được viết bởi Ivory và Kit Hesketh-Harvey, với kỹ xảo điện ảnh của Pierre Lhomme. Đó là một câu chuyện về tình yêu đồng tính trong văn hóa hạn chế và bị kìm nén của thời kì Edwardian. Câu chuyện kể về nhân vật chính của nó, Maurice Hall, qua trường đại học, một mối quan hệ hỗn độn, đấu tranh để phù hợp với xã hội, và cuối cùng được hợp nhất với người bạn đời của mình.

## Nội dung
Trong chuyến đi đến một bãi biển lộng gió, Maurice Hall, một cậu học sinh 11 tuổi, nhận được hướng dẫn về "bí ẩn thiêng liêng" về tình dục từ giáo viên của mình, người muốn giải thích cho cậu bé không cha về những thay đổi mà cậu sẽ phải trải qua ở tuổi dậy thì.
Nhiều năm sau, vào năm 1909, Maurice đang theo học Cambridge, nơi anh kết bạn với hai sinh viên: Lord Risley quý tộc và Clive Durham giàu có và đẹp trai. Clive đã yêu bạn mình và khiến Maurice bất ngờ khi thú nhận tình cảm của mình. Lúc đầu, Maurice không phản ứng thuận lợi với sự mặc khải. Nhưng anh ta sớm nhận ra rằng anh ta sẽ đáp lại tình cảm của anh ấy. Hai người bạn bắt đầu một mối tình, nhưng với sự khăng khăng của Clive, mối quan hệ của họ vẫn không mang tính tình dục. Để tiến xa hơn, theo ý kiến của Clive, sẽ làm giảm mối quan hệ của cả hai. Clive, một thành viên của giới thượng lưu, có một tương lai đầy hứa hẹn phía trước và không muốn mạo hiểm đánh mất vị trí xã hội của mình. Mối quan hệ thân thiết của họ tiếp tục sau khi Maurice bị trục xuất khỏi Cambridge và bắt đầu sự nghiệp mới với tư cách là một nhà môi giới chứng khoán tại London.
Hai người bạn giữ bí mật tình cảm của họ, nhưng sợ hãi khi Lord Risley bị bắt và bị kết án sáu tháng lao động khổ sai sau khi bị cáo buộc gạ gẫm tình dục từ một người lính. Clive, sợ bị lộ là một người đồng tính, chia tay với Maurice. Sau khi trở về từ chuyến đi đến Hy Lạp, Clive, chịu áp lực từ người mẹ góa của mình, đã kết hôn với một cô gái giàu có ngây thơ tên Anne Woods và ổn định cuộc sống ở nông thôn.
Đau lòng, Maurice tìm kiếm sự giúp đỡ của bác sĩ gia đình, bác sĩ Barry, người đã bác bỏ những nghi ngờ của Maurice và coi chúng là "rác rưởi". Maurice sau đó quay sang bác sĩ Lasker-Jones, người cố gắng chữa trị những khát khao đồng tính luyến ái của mình bằng thôi miên. Trong các chuyến thăm tới khu đất Pendersleigh của Clive, Maurice thu hút sự chú ý của Alec Scudder, người chơi trò chơi dưới quyền, người sẽ di cư cùng anh trai tới Argentina. Maurice không chỉ không nhận thấy sự quan tâm của Scudder đối với mình, mà ban đầu còn đối xử với anh ta bằng sự khinh miệt. Điều này không làm Scudder, người đã theo dõi Maurice vào ban đêm, nản lòng. Simcox, quản gia tại Pendersleigh, nghi ngờ bản chất thực sự của mối quan hệ trong quá khứ của Maurice và Clive, đã ám chỉ Scudder về bản chất của Maurice. Vào một đêm mưa, Scudder mạnh dạn trèo lên một chiếc thang và bước vào phòng ngủ của Maurice qua một cửa sổ mở. Scudder hôn Maurice, người hoàn toàn bị bất ngờ, nhưng không cưỡng lại được những cảm xúc phát triển của anh ta.
Sau đêm đầu tiên của họ bên nhau, Maurice nhận được một lá thư từ Scudder đề nghị họ gặp nhau tại nhà thuyền Pendersleigh. Maurice đã sai lầm khi tin rằng Scudder đang tống tiền anh ta. Maurice trở lại Lasker-Jones, người cảnh báo Maurice rằng Anh là một quốc gia "luôn luôn sẽ không chấp nhận bản chất con người" và khuyên anh ta di cư đến một quốc gia nơi đồng tính luyến ái không còn là tội phạm, như Pháp hay Ý. Khi Maurice không xuất hiện tại nhà thuyền, Scudder tới London và thăm anh ta tại văn phòng của anh ta.
Maurice và Scudder gặp nhau tại Bảo tàng Anh và sự hiểu lầm về tống tiền được giải quyết. Maurice bắt đầu gọi Scudder bằng tên đầu tiên của anh, Alec. Họ qua đêm cùng nhau tại một phòng khách sạn, và khi Alec khởi hành vào buổi sáng, anh giải thích rằng chuyến đi của anh đến Argentina sắp xảy ra và họ sẽ không gặp lại nhau một lần nữa. Maurice đến cảng để tặng Alec một món quà chia tay chỉ để phát hiện ra rằng Alec đã bỏ lỡ chuyến đi. Maurice đến Pendersleigh và thú nhận với Clive tình cảm của anh dành cho Alec. Clive, người đã hy vọng rằng Maurice sẽ kết hôn, đang hoang mang trước tài khoản của Maurice về cuộc gặp gỡ của anh với Alec. Hai người bạn tách ra và Maurice đến nhà thuyền tìm Alec, người đang đợi anh ở đó. Scudder nói với anh ta rằng anh ta đã gửi một bức điện tín cho Maurice nói rằng anh ta sẽ đến nhà thuyền. Alec đã rời bỏ gia đình và từ bỏ kế hoạch di cư chỉ để ở lại với Maurice, Alec nói Maurice, "Bây giờ chúng ta sẽ không bao giờ phải chia tay."

## Diễn viên
| - James Wilby vai Maurice Hall - Hugh Grant vai Clive Durham - Rupert Graves vai Alec Scudder - Denholm Elliott vai Doctor Barry - Simon Callow vai Mr. Ducie - Billie Whitelaw vai Mrs. Hall - Barry Foster vai Dean Cornwallis - Judy Parfitt vai Mrs. Durham - Phoebe Nicholls vai Anne Durham | - Ben Kingsley vai Lasker-Jones - Patrick Godfrey vai Simcox, quản gia của Durham - Mark Tandy vai Lord Risley - Kitty Aldridge vai Kitty Hall - Helena Michell vai Ada Hall - Catherine Rabett vai Pippa Durham - Peter Eyre vai Reverend Borenius - Orlando Wells vai Maurice khi còn là một cậu bé - Helena Bonham Carter vai người phụ nữ tại trận đấu cricket (không được công nhận) |

## Sản xuất

### Lý lịch
E. M. Forster đã viết Maurice vào năm 1913-14, và sửa đổi nó vào năm 1932 và một lần nữa vào năm 1959-1960. Được viết dưới dạng truyền thống Bildungsroman, hoặc tiểu thuyết hình thành nhân vật, cốt truyện đi theo nhân vật tiêu đề khi ông đề cập đến vấn đề đến tuổi là một người đồng tính trong xã hội hạn chế của thời Edwardian. Forster, người đã dựa trên các nhân vật của mình dựa trên người thật, rất muốn cuốn tiểu thuyết của mình nên có một kết thúc có hậu. Tác giả không có ý định xuất bản cuốn tiểu thuyết khi mẹ anh còn sống, nhưng anh đã cho xem bản thảo cho những người bạn được chọn, chẳng hạn như Christopher Isherwood. Forster chống lại việc xuất bản trong suốt cuộc đời của mình vì thái độ công khai và hợp pháp đối với đồng tính luyến ái. Ông cũng mơ hồ về giá trị văn học của cuốn tiểu thuyết của mình. Một ghi chú được tìm thấy trên bản thảo có nội dung: "Có thể xuất bản, nhưng có đáng không?" Cuốn tiểu thuyết chỉ được xuất bản năm 1971 sau cái chết của Forster. Nó được coi là một trong những tác phẩm nhỏ của ông, so với tiểu thuyết của ông Howards End (1910) và A Passage to India (1924).
James Ivory đã quan tâm đến việc thực hiện chuyển thể màn hình sau thành công quan trọng và phòng vé mà anh đạt được với một tiểu thuyết khác của Forster,  A Room with một cái nhìn. Trong khi tham gia vào dự án trước đó, Ivory đã đọc tất cả các cuốn sách của Forster, và cuối cùng đã đến với  Maurice. "Tôi nghĩ, "Ivory nói," đó là một tài liệu thú vị và sẽ rất thú vị để tạo ra - và cũng là thứ chúng ta có thể làm trong đó sẽ không đòi hỏi quá nhiều tổ chức và sẽ không tốn nhiều tiền như vậy." Tình huống mà anh khám phá dường như vẫn còn có liên quan: "Sự hỗn loạn của mọi người và phải tự quyết định cách họ muốn sống và cảm xúc thật của họ là gì và liệu họ sẽ sống trung thực với họ hay từ chối họ. Không có gì dễ dàng hơn, đối với những người trẻ tuổi. Tôi cảm thấy nó khá phù hợp. "
Sau cái chết của Forster, hội đồng quản trị của các nghiên cứu sinh của Đại học King's tại Cambridge được thừa hưởng các quyền đối với sách của ông. Ban đầu, họ miễn cưỡng cho phép quay phim  Maurice, không phải vì chủ đề của tiểu thuyết mà vì nó được coi là một tác phẩm kém. Một bộ phim được gọi là rất chú ý đến nó sẽ không nâng cao danh tiếng văn chương của ông. Ismail Merchant, nhà sản xuất của bộ phim, đã trao cho họ và ông đã rất thuyết phục. Họ đặc biệt ấn tượng với Merchant Ivory Productions chuyển thể từ  Một căn phòng có góc nhìn  và đã đồng ý.

### Viết lách
Đối tác viết lách thông thường của Ivory, Ruth Prawer Jhabvala, không có sẵn vì cô ấy bận viết tiểu thuyết  Ba lục địa . Ivory đã viết kịch bản với Kit Hesketh-Harvey, người đã kết nối với Merchant Ivory thông qua chị gái, nhà báo và tác giả Sarah Sands (sinh ra là Sarah Harvey), người lúc đó là vợ của Julian Sands, người đàn ông hàng đầu trong  Một căn phòng có tầm nhìn . Hesketh-Harvey trước đây đã viết phim tài liệu cho BBC. Anh ta đã tham dự Trường Tonbridge và Đại học Cambridge, nơi Forster được giáo dục, và biết lai lịch. Sau đó, Ivory nói: "Những gì Kit mang đến cho kịch bản là nền tảng xã hội của anh ấy. Anh ấy đã đến Cambridge và một trường dự bị ưa thích. Kiến thức của anh ấy về tầng lớp trung lưu Anh rất hữu ích - phương ngữ, lời nói, tiếng lóng, và nhiều thứ khác. Là một người Mỹ, tôi không thể viết kịch bản mà không có anh ấy. "
Jhabvala đã xem xét kịch bản và đề xuất thay đổi. Theo lời khuyên của cô, Clive Durhams chuyển đổi không thuyết phục sang dị tính trong chuyến đi đến Hy Lạp đã được chứng minh bằng cách tạo ra một tập phim trong đó Risley, người bạn đại học của Clive bị bắt và bị giam cầm sau khi mắc kẹt đồng tính, khiến Clive sợ hãi kết hôn.

### Chọn vai
Julian Sands, người từng đóng vai nam chính trong bộ phim trước đó của Merchant's Ivory,  A Room with a View , ban đầu được chọn vào vai chính, nhưng rút lui vào phút cuối. John Malkovich là do vai trò của Lasker-Jones. Anh ấy đã trở thành bạn của Julian Sands khi làm việc cùng nhau  The Killing Field . Sau khi Sandy rời khỏi dự án, Malkovich mất hứng thú với bộ phim và được thay thế bằng Ben Kingsley.
James Wilby đã thử vai cho anh rể của Clive Durham. Khi Sandy rời khỏi dự án, Ivory đã xem xét hai diễn viên vô danh cho vai Maurice: James Wilby và Julian Wadham. Vì anh ta đã chọn Clive tóc đen Hugh Grant, Ivory quyết định chọn James Wilby tóc vàng thay cho Julian Wadham tóc đen, người được giao vai trò là một trong những người bạn môi giới chứng khoán của Maurice.
Hugh Grant, người sau đó đã tìm thấy ngôi sao quốc tế với  Bốn đám cưới và một đám tang , chỉ xuất hiện trong một bộ phim trước đó,  Đặc quyền . Anh ấy đang làm hài kịch vào thời điểm đó và đã mất hứng thú với diễn xuất chuyên nghiệp khi Celestia Fox, giám đốc casting, gửi Grant cho Ivory, người ngay lập tức giao cho anh vai Clive. Nó giúp Grant và Wilby đã làm việc cùng nhau trong bộ phim trước đây duy nhất của Grant, được thực hiện tại Oxford. Rupert Graves được chọn vào vai Alec Scudder, người yêu thuộc tầng lớp lao động của Maurice. Anh ấy đã xuất hiện với tư cách là em trai của Lucy Honeyecl trong  A Room with a View , một màn trình diễn mà anh ấy không hài lòng, và vì vậy anh ấy đánh giá cao cơ hội mang đến một màn trình diễn tốt hơn.
Dàn diễn viên phụ bao gồm các cựu chiến binh Denholm Elliott trong vai Tiến sĩ Barry và Simon Callow với tư cách là nhà sư phạm ông Ducie, cả hai đều từ  Một căn phòng có tầm nhìn ; Ben Kingsley trong vai Lasker-Jones; Patrick Godfrey với tư cách là quản gia Simcox; Billie Whitelaw là mẹ của Maurice; và Helena Bonham Carter trong một vai khách mời không được công nhận là thành viên của khán giả trong trận đấu cricket.

### Quay phim
Bộ phim được thực hiện với kinh phí 2,6 triệu đô la bao gồm đầu tư của Cinecom và Kênh 4.  Maurice 'của Anh tỏ ra phức tạp hơn so với dự đoán của Ivory. Lịch quay năm mươi bốn ngày của nó, bao gồm làm việc sáu tuần một tuần, đã tỏ ra dài và mệt mỏi. Không có thời gian diễn tập, chỉ có một lần đọc trước khi bắt đầu quay.
Maurice  được quay vào vị trí chủ yếu trong các hội trường và tứ giác của Cao đẳng Vua, Cambridge bao gồm cả nội thất trong nhà nguyện của trường đại học, nơi Forster được giáo dục và sau đó trở lại với tư cách là thành viên. Các nội thất khác chủ yếu được quay tại Công viên Wilbury, một ngôi nhà Palladian trong Wiltshire. Chủ sở hữu của nó, Maria St. Just, một nữ diễn viên và người ủy thác bất động sản của Tennessee Williams, là một người bạn của Merchant và Ivory. Năm 1979, họ là khách cuối tuần tại Công viên Wilbury, nơi gây ấn tượng với James Ivory, người mà khi Maurice đang chuẩn bị, đã chọn nó để phục vụ như Pendersleigh, ngôi nhà nông thôn nơi Maurice đến thăm người bạn Clive của mình.
Theo phong cách của Merchant Ivory  A Room with a View , các bản cuối sách cũ đi kèm với nhạc chủ đề được phát trong quy mô nhỏ ở đầu và quy mô lớn ở cuối đóng khung phim như một cuốn tiểu thuyết điện ảnh.

## Sự khác biệt từ tiểu thuyết
Ở phần đầu của bộ phim, Maurice mới 11 tuổi chứ không phải 14. Bộ phim bỏ qua hầu hết tất cả các đoạn đối thoại triết học của tiểu thuyết và nhiều tình tiết phụ, như khao khát của Maurice đối với cậu học sinh Dickie. Những cảnh liên quan đến phần phụ này đã được quay nhưng không được đưa vào phần cắt cuối cùng.
Bộ phim mở rộng nhân vật Wildean của Lord Risley, và thấy anh ta bị kết án sáu tháng vì lao động khổ sai vì hành vi đồng tính luyến ái; trong tiểu thuyết, anh ta không bao giờ bị cầm tù. Trong một cảnh bị xóa (phát hành lần đầu tiên trong phiên bản DVD năm 2002 của Cohen Media), Risley tự tử.
Trong tiểu thuyết, chiếc ghế của gia đình Durham là Penge, ở biên giới của Wiltshire và Somerset; trong phim, ngôi nhà nông thôn nằm trong Công viên Pendersleigh.
Nhà thôi miên Lasker-Jones xuất hiện trong phim hơn là trong tiểu thuyết; ông là người hiểu rõ nhất về tình hình tâm lý và xã hội của Maurice.

## Phát hành
Bộ phim đã có buổi ra mắt thế giới tại Liên hoan phim Venice năm 1987, nơi Ivory được trao giải Sư tử bạc với vai trò đạo diễn xuất sắc nhất, chia sẻ giải thưởng với Ermanno Olmi. James Wilby và Hugh Grant đã được trao giải Nam diễn viên xuất sắc nhất và Richard Robbins đã nhận được giải thưởng cho âm nhạc của mình. Bộ phim đã nhận được đánh giá thuận lợi khi được mở tại Thành phố New York.  Maurice  đã nhận được đề cử Giải thưởng Hàn lâm trong hạng mục Thiết kế trang phục đẹp nhất.

### Tiếp tân quan trọng
Bộ phim đã nhận được sự hoan nghênh từ các nhà phê bình phim; tổng hợp đánh giá Rotten Tomatoes báo cáo rằng 90% các nhà phê bình đã cho bộ phim một đánh giá tích cực. Ken Hanke từ  Mountain Xpress  cho biết đây có lẽ là bộ phim hay nhất của Merchant xông Ivory.
Trong  Thời báo New York  Janet Maslin đã quan sát "Trọng tâm của cuốn tiểu thuyết chủ yếu là về đời sống nội tâm của nhân vật tiêu đề, nhưng bộ phim, trong khi trung thành, thì rộng hơn. mắt tinh để biết chi tiết, nó thể hiện các lực định hình Maurice một cách khéo léo như nó mang lại cho nhân vật sự sống."
Roger Ebert của  Chicago Sun-Times  đã đánh giá bộ phim ba ngôi sao trong số bốn ngôi sao có thể, nhận xét:
Merchant và Ivory kể câu chuyện này trong một bộ phim rất đẹp trai để xem và hành động thông minh đến mức đáng xem chỉ để xem xét việc sản xuất. Cảnh sau cảnh được tạo ra một cách hoàn hảo: một buổi chiều uể oải trôi trên dòng sông phía sau trường đại học Cambridge; một trò chơi cricket tuyệt vọng giữa chủ và người hầu; thói quen hàng ngày của cuộc sống đại học; thăm các khu nhà ở nông thôn và nhà ở thị trấn; các thiết lập của các phòng... Mặc dù một số người có thể thấy Wilby không tập trung trong vai trò tiêu đề, tôi nghĩ anh ta đã lựa chọn đúng, miêu tả một người đàn ông có suy nghĩ thực sự gần như luôn ở nơi khác.

Dale Winogoura trong  Frontiers  được gọi là bộ phim "Đam mê nhưng văn minh, thẳng thắn nhưng trang nghiêm,  Maurice  là một trong số ít những bộ phim đồng tính lãng mạn thực sự từng được làm ".
Judy Stone trong  San Francisco Chronicle  đã viết: "Tuy nhiên, với sự tín nhiệm của đạo diễn James Ivory, ông đã tái tạo lại thời kỳ đó trong Chiến tranh thế giới thứ nhất ở Anh và truyền niềm đam mê của hai người Anh ân sủng số ít ở Maurice." Michael Blowen trong  Quả cầu Boston  đã nhận xét: "Đội ngũ của nhà sản xuất Ismail Merchant và đạo diễn James Ivory đã tạo ra một bộ phim kinh điển khác về tiểu thuyết kinh điển với tác phẩm chuyển thể tuyệt đẹp của họ về  Maurice của E. M. Forster."
Sự tiếp nhận ở Anh trở nên hỗn tạp hơn, với  The Times  đặt câu hỏi rằng "có nên thách thức niềm đam mê đồng tính luyến ái trong một cuộc khủng hoảng AIDS không?". James Ivory đã quy kết các đánh giá tiêu cực cho những người đánh giá là đồng tính luyến ái, nêu rõ:
... ở Anh, nơi hầu hết mọi nhà phê bình phim quan trọng đều là người đồng tính, họ đã phản đối bộ phim. Phản ứng của họ với nó thật phi thường! Bạn sẽ nghĩ rằng họ sẽ được hỗ trợ, nhưng họ sợ phải ủng hộ.

### Di sản
Maurice  đã giành được nhiều lời khen ngợi trong 30 năm kể từ khi phát hành lần đầu, cả về chất lượng của bộ phim và sự táo bạo mà nó mô tả một câu chuyện tình yêu đồng tính ở đỉnh cao của thập niên 1980 khủng hoảng AIDS. Theo  Los Angeles Times , thực tế là: 
"'Maurice' tươi tắn, trang nghiêm với những chia sẻ về nụ cười của người đàn ông, người đàn ông khỏa thân toàn diện, tình yêu đồng tính và những tuyên bố không được đánh giá cao về ham muốn đồng tính, cũng như một nhân vật chính cuối cùng đã khẳng định và không hề nao núng về anh ta đồng tính luyến ái (trong một thời gian là một tội phạm hình sự, không hơn không kém), đã hạ cánh một vị trí độc nhất trong văn hóa đồng tính đương thời. Rằng một bộ phim ca ngợi chuyện tình lãng mạn giữa những người đàn ông  –  với kết thúc hạnh phúc hiếm hoi  –  đã được phát hành ở đỉnh điểm của đại dịch AIDS chỉ được thêm vào hồ sơ khiêu khích hình ảnh nổi tiếng."

The New Yorker, trong một hồi tưởng về bộ phim vào năm 2017, đã tuyên bố, "... Đối với nhiều người đồng tính nam ở độ tuổi tám mươi và chín mươi," Maurice "là sự mặc khải: cái nhìn đầu tiên, trên màn hình hoặc bất cứ nơi nào, về tình yêu giữa những người đàn ông có thể trông như thế nào". Giám đốc James Ivory nói: "Rất nhiều người đã đến với tôi kể từ 'Maurice' và kéo tôi sang một bên và nói, 'Tôi chỉ muốn bạn biết rằng bạn đã thay đổi cuộc đời tôi.'"
The Guardian, mô tả  Maurice  là "bị đánh giá thấp vào năm 1987 và bị đánh giá thấp vào năm 2017", đã than thở về sự tiếp nhận tương đối kém của bộ phim so với người tiền nhiệm được ca ngợi của nó  Một căn phòng có góc nhìn , nói rằng nó "..., nếu không phải là một sự thất vọng, một sự chuyển hướng ít hơn "bởi vì nó" nói thẳng thừng, quá gay ". LA Weekly  tương tự được gọi là  Maurice  "bộ phim Merchant-Ivory the World Missed", nói rằng: "có vẻ như nó chỉ được tổ chức gần đây vì nó đột phá và vì tầm quan trọng của nó trong sự phát triển rạp chiếu phim đồng tính. "
Vào tháng 5 năm 2017, một 4K phục hồi  Maurice  đã được phát hành giới hạn ở Hoa Kỳ để kỷ niệm 30 năm của bộ phim. Vào tháng 3 năm 2018, phiên bản phục hồi đã được trình chiếu tại Luân Đôn như một phần của BFI Flare: London LGBT Film Festival, với phần giới thiệu của James Wilby và Hugh Grant.

## Phương tiện truyền thông gia đình
Năm 2002, một phiên bản đặc biệt DVD của bộ phim đã được phát hành với một bộ phim tài liệu mới và cảnh bị xóa với bình luận của đạo diễn. Nó được phát hành trên Blu-ray vào tháng 9 năm 2017 bởi Cohen Media Group.

## Giải thưởng
Venice Film Festival
- 1987 Won, Best Actor for James Wilby & Hugh Grant
- 1987 Won, Silver Lion (Best Director) for James Ivory
- 1987 Won, Golden Osella (Best Music) for Richard Robbins

Academy Awards
- 1988 Nominated, Best Costume Design (Jenny Beavan, John Bright)